# Vallis Baade

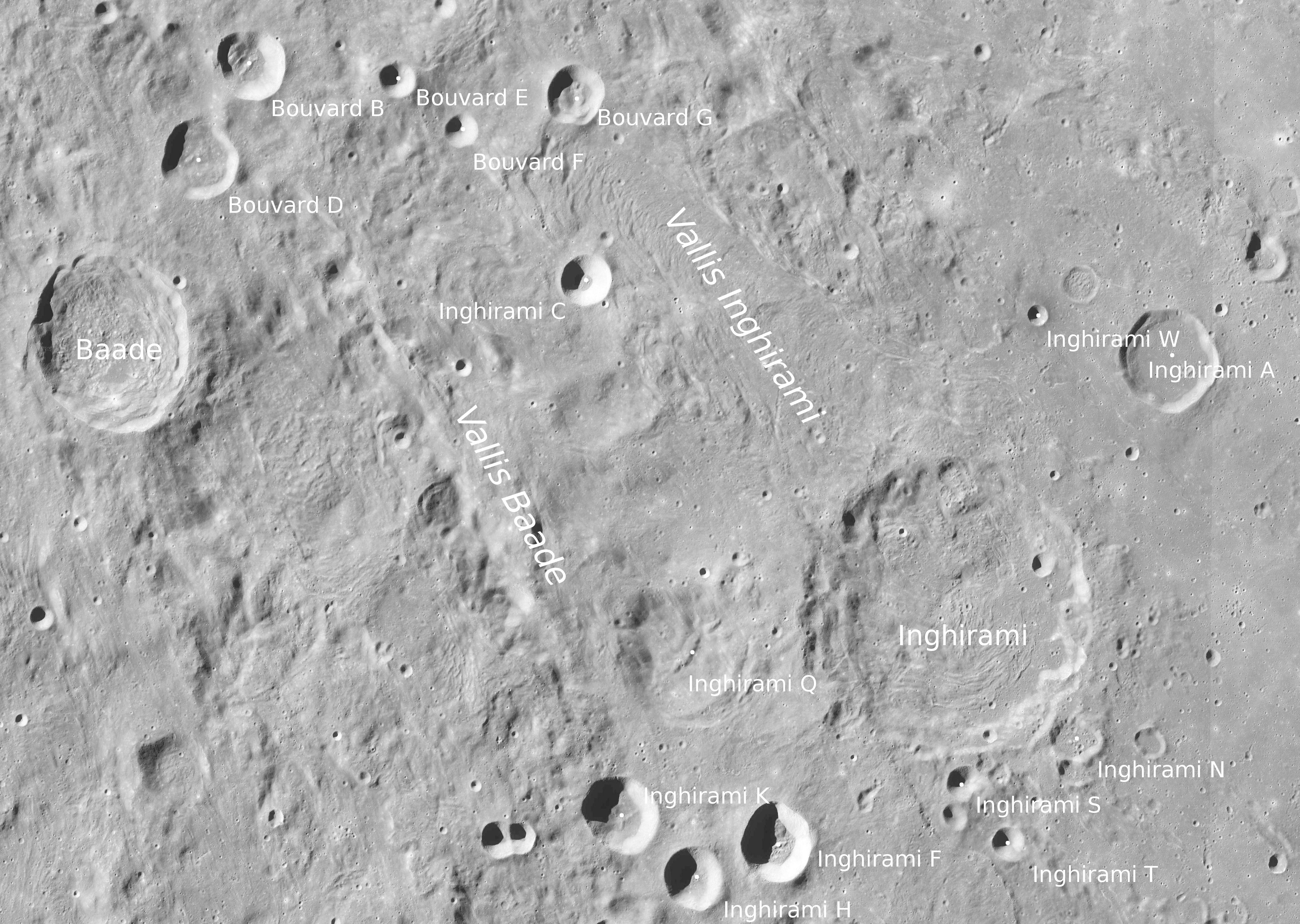
Vedere a văii lunare „Vallis Baade”.

Vallis Baade este o vale lunară sinuoasă, care măsoară vreo 203 kilometri lungime.
Vallis Baade începe din nord-estul craterului Baade și se întinde în direcția sud-vest, spre craterul Inghirami. Ea se întinde de-a lungul unei alte văi lunare, Vallis Inghirami. Ca și Vallis Bouvard, Vallis Baade se îndepărtează radial de bazinul Mării Orientale.
Numele de Vallis Baade a fost dat de Uniunea Astronomică Internațională, în 1964, în onoarea astronomului german Walter Baade.